# Gökdoğan, Durağan
Gökdoğan là một xã thuộc huyện Durağan, tỉnh Sinop, Thổ Nhĩ Kỳ. Dân số thời điểm năm 2011 là 103 người.